# Журавка (приток Убеди)
Журавка (укр. Журавка) — левый приток реки Убедь, протекающий по Корюковскому району (Черниговская область).

## География
Длина — 8 км.
Река берёт начало от нескольких ручьёв возле села Сосновка. Река течёт на юго-запад. Впадает в реку Убедь северо-восточнее села Козляничи (на территории бывшего Сосницкого района).
Русло средне-извилистое. Пойма занята заболоченными участками, лесами.

## Населённые пункты
Населённые пункты на реке (от истока к устью):
1. Сосновка
2. Гутище